# شركة ناشئة

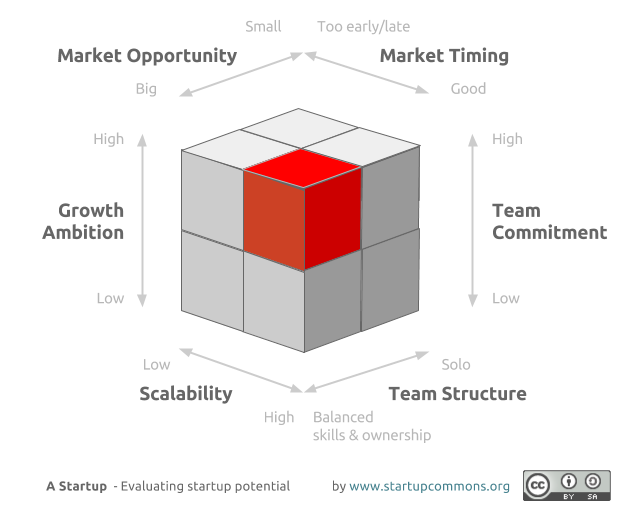
تصميم يبين مفاتيح عوامل النجاح للشركات الناشئة venture.

الشركة الناشئة (بالإنجليزية: startup company)‏ هي شركة ذات تاريخ تشغيلي قصير. وهذه الشركات، والتي غالبًا ما تكون حديثة الإنشاء، وتكون في طور النمو والبحث عن الأسواق. وأصبح هذا المصطلح متداولًا على نطاق عالميّ بعد فقاعة الدوت كوم عندما تمّ تأسيس عدد كبير من شركات الدوت كوم.
يقوم المؤسسون بتصميم الشركات الناشئة لتطوير نموذج أعمال قابل للتطوير بشكل فعال. وبالتالي، فإن مفاهيم الشركات الناشئة وريادة الأعمال متشابهة. ومع ذلك، تشير روح ريادة الأعمال إلى جميع الأعمال الجديدة، بما في ذلك العمل الحر والأعمال التجارية التي لا تنوي أن تنمو بشكل كبير أو أن تصبح مسجلة، في حين تشير الشركات الناشئة إلى الشركات الجديدة التي تنوي أن تتخطى المؤسس المنفرد، ولديها موظفون، وتنوي أن تنمو بشكل كبير. تواجه الشركات الناشئة درجة عالية من عدم اليقين ولديها معدلات عالية من الفشل، لكن الأقلية التي تستمر لتصبح شركات ناجحة يجب أن تصبح كبيرة ومؤثرة. بعض الشركات الناشئة تصبح أحاديات، أي الشركات الناشئة الخاصة التي تقدر قيمتها بأكثر من مليار دولار. وفقا ل TechCrunch، كان هناك 279 شركة ناشئة حتى مارس 2018 ، مع معظم حيدات اليونيتور الموجودة في الصين، تليها الولايات المتحدة.

## مميزاتها
ما يجعل هذا النوع من الشركات مصدر جذب، للمستثمرين ورواد الأعمال المؤسسين أنفسهم، هو إمكانية إطلاق الشركة ببساطة عن طريق التمويل الذاتي أو الخارجي بمصاريف قليلة، كما أنها تتميز بسرعة النمو، وبالرغم من المخاطرة العالية المتضمنة إلا أن العائد المتوقع عالٍ جداً.

## عمل الشركة الناشئة
تبدأ الشركات الناشئة عادة بمؤسس (مؤسس فردي) أو عدة مؤسسين، والذين لديهم طريقة لحل مشكلة ما. سوف يبدأ المؤسس بالتشغيل وفي التحقق من صحة السوق من خلال مواجهة المشكلة، ومقارنة الحلول، ومن ثم بناء منتج قابل للتطبيق بحد أدنى (MVP) منتج الحد الأدنى، أي نموذج أولي، لتطوير نماذج الأعمال والتحقق منها. يمكن أن تستغرق عملية بدء التشغيل فترة طويلة من الوقت، بتقدير واحد، ثلاث سنوات أو أكثر، (Carter et al.، 1996؛ Reynolds & Miller، 1992) ، وبالتالي يلزم بذل جهود مستدامة. لكن الحفاظ على الجهد على المدى الطويل يعد تحديًا بشكل خاص بسبب معدلات الفشل العالية والنتائج غير المؤكدة.

## مصادر التمويل

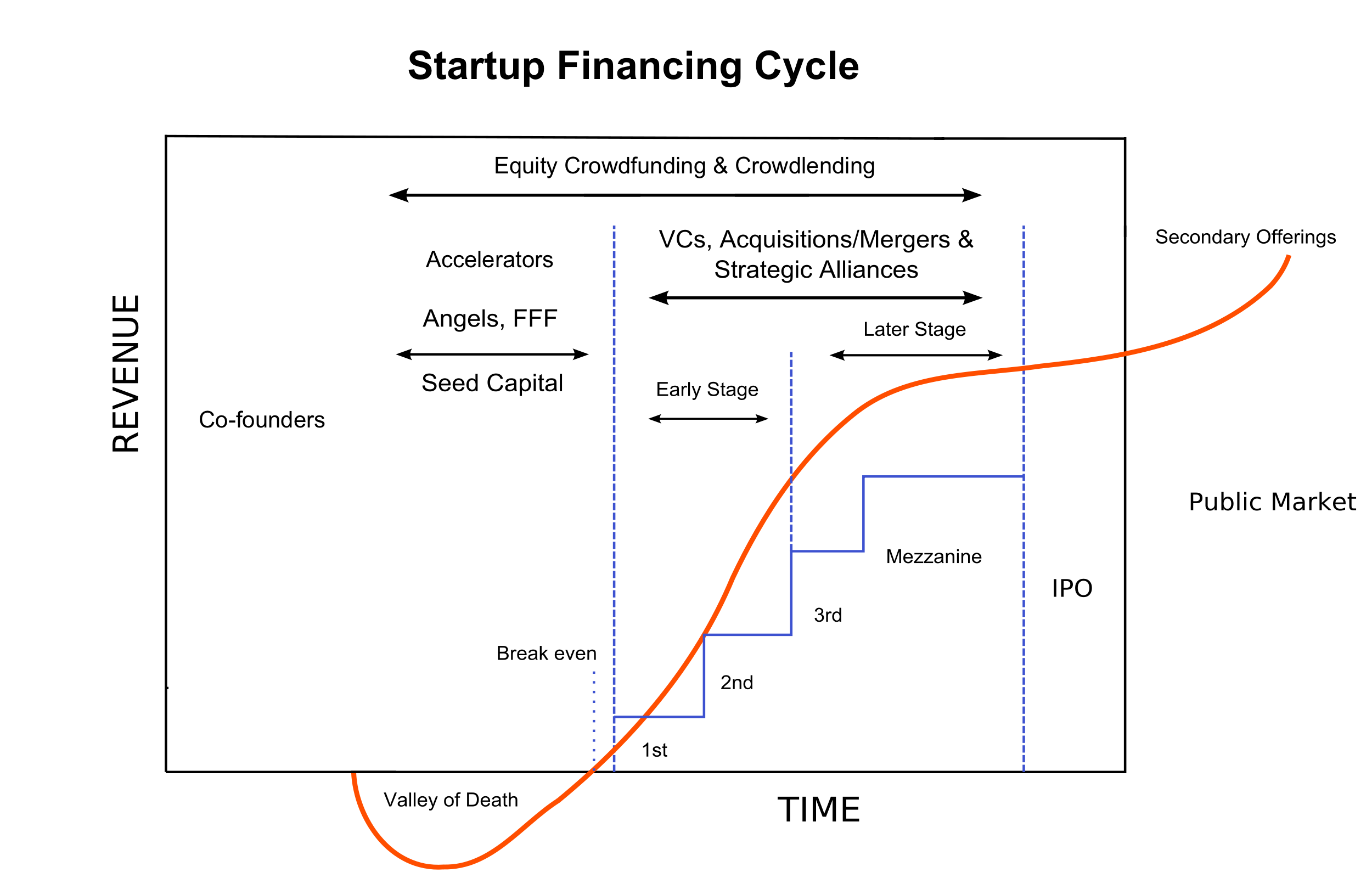
رسم تخطيطي لدورة التمويل النموذجية لشركة ناشئة

## الشركات أحادية القرن

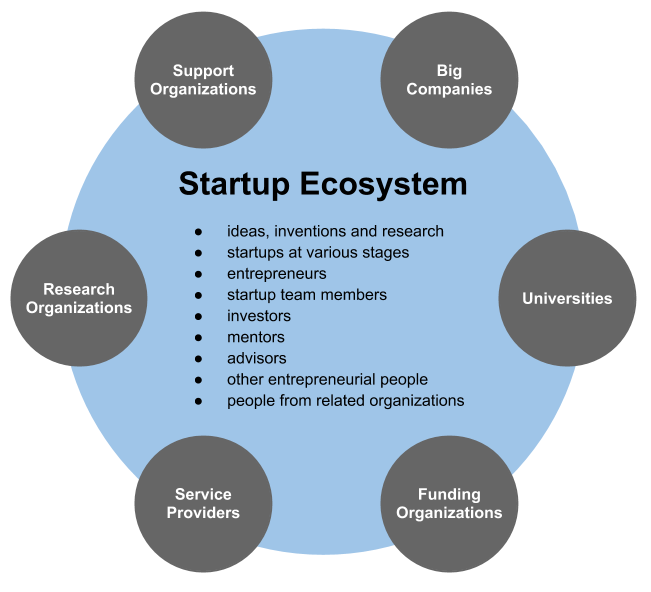
يمكن للنظام البيئي للشركات الناشئة أن يساهم في ثقافة ريادة الأعمال المحلية.